# Открытый Кубок России по волейболу среди мужчин 2011
Открытый Кубок России по волейболу памяти Константина Кузьмича Ревы проходил с 27 августа по 28 декабря 2011 года с участием команд России, Беларуси и Украины.

## Предварительный этап
В матчах предварительного этапа играли 14 команд Суперлиги и 9 коллективов высшей лиги «А». От участия отказалась команда «Динамо-Янтарь» (Калининград). Предварительный этап проводился в два круга в четырёх зонах, сформированных по территориальному принципу; представители зоны Москвы играли по разъездному календарю, остальные — по туровой системе. В полуфинальный этап вышли 14 команд, причём «Белогорье» и «Зенит» выступали на предварительном этапе вне конкурса, поскольку делегировали в сборную России по 4 игрока.

### Зона Москвы
|                            | 1        | 2        | 3        | 4        | 5        | И | В | П | С/П   | О  |
| -------------------------- | -------- | -------- | -------- | -------- | -------- | - | - | - | ----- | -- |
| 1. «Искра» (Одинцово)      |          | 3:2, 0:3 | 3:1, 3:1 | 3:1, 3:1 | 3:0, 3:0 | 8 | 7 | 1 | 21:9  | 20 |
| 2. «Факел» (Новый Уренгой) | 2:3, 3:0 |          | 2:3, 2:3 | 3:1, 3:1 | 3:1, 3:0 | 8 | 5 | 3 | 21:12 | 18 |
| 3. «Динамо» (Москва)       | 1:3, 1:3 | 3:2, 3:2 |          | 1:3, 3:0 | 3:2, 3:1 | 8 | 5 | 3 | 18:16 | 12 |
| 4. МГТУ (Москва)           | 1:3, 1:3 | 1:3, 1:3 | 3:1, 0:3 |          | 3:2, 2:3 | 8 | 2 | 6 | 12:21 | 6  |
| 5. «Грозный»               | 0:3, 0:3 | 1:3, 0:3 | 2:3, 1:3 | 2:3, 3:2 |          | 8 | 1 | 7 | 9:23  | 4  |

27 августа. «Грозный» — МГТУ — 2:3 (20:25, 25:22, 16:25, 25:21, 10:15).

28 августа. МГТУ — «Грозный» — 2:3 (25:14, 24:26, 29:27, 24:26, 12:15).

2 сентября. «Факел» — «Грозный» — 3:1 (25:19, 25:21, 18:25, 25:18).

3 сентября. «Грозный» — «Факел» — 0:3 (17:25, 21:25, 15:25).

6 сентября. «Искра» — «Грозный» — 3:0 (25:20, 25:17, 25:19).

7 сентября. «Грозный» — «Искра» — 0:3 (19:25, 22:25, 23:25). МГТУ — «Факел» — 1:3 (19:25, 32:30, 20:25, 15:25).

9 сентября. «Факел» — МГТУ — 3:1 (25:19, 24:26, 25:11, 25:22). «Динамо» — «Искра» — 1:3 (23:25, 25:23, 25:27, 21:25).

10 сентября. «Искра» — «Динамо» — 3:1 (25:22, 25:22, 23:25, 25:19).

13 сентября. «Искра» — МГТУ — 3:1 (25:18, 25:16, 22:25, 25:16). «Грозный» — «Динамо» — 2:3 (19:25, 25:19, 18:25, 26:24, 5:15).

14 сентября. МГТУ — «Искра» — 1:3 (25:20, 20:25, 23:25, 21:25). «Динамо» — «Грозный» — 3:1 (22:25, 25:22, 25:17, 25:19).

16 сентября. МГТУ — «Динамо» — 3:1 (25:21, 25:21, 24:26, 28:26). «Факел» — «Искра» — 2:3 (24:26, 25:17, 19:25, 25:21, 11:15).

17 сентября. «Динамо» — МГТУ — 3:0 (25:14, 25:21, 25:21). «Искра» — «Факел» — 0:3 (23:25, 27:29, 13:25).

20 сентября. «Динамо» — «Факел» — 3:2 (17:25, 21:25, 25:23, 25:22, 16:14).

21 сентября. «Факел» — «Динамо» — 2:3 (23:25, 19:25, 25:22, 25:23, 10:15).

### Зона Северо-Запада и Юга
«Ярославич» выступал без своего главного тренера Олега Молибоги, занятого в сборной России, а «Белогорье» — без игроков сборной Максима Жигалова, Дмитрия Ильиных, Дмитрия Мусэрского и Тараса Хтея.
«Автомобилист», из-за финансовых проблем расставшийся с основными игроками и не проводивший селекцию, оказался единственным представителем Суперлиги, не сумевшим выйти в полуфинальный этап. «Динамо» из Ленинградской области, отметившееся победой над лидером зоны, в свою очередь, стало единственной командой из высшей лиги «А», продолжившей участие в турнире после предварительной стадии.
|                                     | 1        | 2        | 3        | 4        | 5        | 6        | И  | В | П  | С/П   | О  |
| ----------------------------------- | -------- | -------- | -------- | -------- | -------- | -------- | -- | - | -- | ----- | -- |
| 1. «Ярославич» (Ярославль)          |          | 3:1, 3:2 | 3:2, 3:1 | 1:3, 3:0 | 3:2, 3:0 | 3:0, 3:0 | 10 | 9 | 1  | 28:11 | 24 |
| 2. «Белогорье» (Белгород)           | 1:3, 2:3 |          | 2:3, 3:0 | 3:0, 3:0 | 3:0, 3:0 | 3:0, 3:2 | 10 | 7 | 3  | 26:11 | 22 |
| 3. «Динамо» (Краснодар)             | 2:3, 1:3 | 3:2, 0:3 |          | 3:0, 3:2 | 3:0, 3:1 | 3:0, 3:0 | 10 | 7 | 3  | 24:14 | 20 |
| 4. «Динамо-ЛО» (Сосновый Бор)       | 3:1, 0:3 | 0:3, 0:3 | 0:3, 2:3 |          | 3:1, 3:0 | 3:1, 3:1 | 10 | 5 | 5  | 17:19 | 16 |
| 5. НОВА (Новокуйбышевск)            | 2:3, 0:3 | 0:3, 0:3 | 0:3, 1:3 | 1:3, 0:3 |          | 3:0, 3:2 | 10 | 2 | 8  | 10:26 | 6  |
| 6. «Автомобилист» (Санкт-Петербург) | 0:3, 0:3 | 0:3, 2:3 | 0:3, 0:3 | 1:3, 1:3 | 0:3, 2:3 |          | 10 | 0 | 10 | 6:30  | 2  |

Краснодар

2 сентября. «Белогорье» — «Динамо-ЛО» — 3:0 (25:21, 25:16, 25:22). «Ярославич» — «Автомобилист» — 3:0 (25:18, 25:22, 25:18). «Динамо» Кр — НОВА — 3:0 (25:19, 25:19, 25:17).

3 сентября. «Динамо-ЛО» — «Автомобилист» — 3:1 (25:21, 21:25, 25:19, 25:23). НОВА — «Ярославич» — 2:3 (26:24, 25:21, 20:25, 22:25, 6:15). «Белогорье» — «Динамо» Кр — 2:3 (25:23, 25:16, 22:25, 17:25, 13:15).

4 сентября. «Автомобилист» — НОВА — 0:3 (15:25, 18:25, 18:25). «Ярославич» — «Белогорье» — 3:1 (25:18, 27:25, 15:25, 25:20). «Динамо» Кр — «Динамо-ЛО» — 3:0 (25:19, 25:14, 25:16).

5 сентября. НОВА — «Белогорье» — 0:3 (14:25, 23:25, 19:25).

6 сентября. «Белогорье» — «Автомобилист» — 3:0 (25:13, 25:22, 25:20). «Динамо-ЛО» — НОВА — 3:1 (22:25, 25:21, 25:19, 25:19). «Динамо» Кр — «Ярославич» — 2:3 (21:25, 36:38, 25:22, 25:20, 7:15).

7 сентября. «Ярославич» — «Динамо-ЛО» — 1:3 (25:23, 19:25, 21:25, 22:25). «Автомобилист» — «Динамо» Кр — 0:3 (20:25, 18:25, 16:25).
Белгород

16 сентября. «Автомобилист» — «Ярославич» — 0:3 (20:25, 20:25, 19:25). НОВА — «Динамо» Кр — 1:3 (22:25, 26:24, 18:25, 16:25). «Динамо-ЛО» — «Белогорье» — 0:3 (15:25, 15:25, 20:25).

17 сентября. «Ярославич» — НОВА — 3:0 (25:22, 25:13, 25:18). «Автомобилист» — «Динамо-ЛО» — 1:3 (18:25, 25:20, 18:25, 15:25). «Динамо» Кр — «Белогорье» — 0:3 (16:25, 21:25, 21:25).

18 сентября. НОВА — «Автомобилист» — 3:2 (23:25, 25:23, 25:21, 22:25, 15:11). «Динамо-ЛО» — «Динамо» Кр — 2:3 (25:23, 25:20, 25:27, 21:25, 11:15). «Белогорье» — «Ярославич» — 2:3 (23:25, 23:25, 25:22, 17:25, 17:19).

19 сентября. НОВА — «Динамо-ЛО» — 0:3 (19:25, 18:25, 23:25). «Ярославич» — «Динамо» Кр — 3:1 (25:21, 13:25, 25:23, 26:24). «Автомобилист» — «Белогорье» — 2:3 (26:24, 16:25, 25:21, 19:25, 10:15).

20 сентября. «Динамо-ЛО» — «Ярославич» — 0:3 (23:25, 20:25, 21:25). «Динамо» Кр — «Автомобилист» — 3:0 (25:21, 25:22, 25:12). «Белогорье» — НОВА — 3:0 (25:19, 25:22, 25:23).

### Зона Урала
Главный тренер «Зенита» Владимир Алекно, игроки Николай Апаликов, Александр Волков, Максим Михайлов и Евгений Сивожелез в период проведения предварительного этапа находились в расположении сборной России. Казанская команда также играла без обоих легионеров и заняла в итоге 5-е место. Победителем зоны стал «Локомотив-Изумруд», выступавший на домашнем туре без травмированного капитана Александра Герасимова.
Четвёртая партия матча между «Зенитом» и «Локомотивом-Изумрудом» в Екатеринбурге завершилась с рекордным на турнире счётом 25:10, причём в ней железнодорожникам удалось набрать 10 очков подряд, превративших счёт 14:9 в 24:9.
|                                       | 1        | 2        | 3        | 4        | 5        | 6        | И  | В | П | С/П   | О  |
| ------------------------------------- | -------- | -------- | -------- | -------- | -------- | -------- | -- | - | - | ----- | -- |
| 1. «Локомотив-Изумруд» (Екатеринбург) |          | 1:3, 3:2 | 3:0, 3:1 | 3:1, 1:3 | 2:3, 3:1 | 3:0, 3:1 | 10 | 7 | 3 | 25:15 | 21 |
| 2. «Урал» (Уфа)                       | 3:1, 2:3 |          | 3:1, 1:3 | 3:0, 1:3 | 2:3, 3:0 | 3:1, 3:0 | 10 | 6 | 4 | 24:15 | 20 |
| 3. «Губерния» (Нижний Новгород)       | 0:3, 1:3 | 1:3, 3:1 |          | 3:1, 3:1 | 3:0, 3:0 | 2:3, 3:0 | 10 | 6 | 4 | 22:15 | 19 |
| 4. «Прикамье» (Пермь)                 | 1:3, 3:1 | 0:3, 3:1 | 1:3, 1:3 |          | 2:3, 3:0 | 3:0, 3:0 | 10 | 5 | 5 | 20:17 | 16 |
| 5. «Зенит» (Казань)                   | 3:2, 1:3 | 3:2, 0:3 | 0:3, 0:3 | 3:2, 0:3 |          | 3:1, 3:0 | 10 | 5 | 5 | 16:22 | 12 |
| 6. ТНК-BP (Оренбург)                  | 0:3, 1:3 | 1:3, 0:3 | 3:2, 0:3 | 0:3, 0:3 | 1:3, 0:3 |          | 10 | 1 | 9 | 6:29  | 2  |

Уфа

2 сентября. «Зенит» — «Прикамье» — 3:2 (28:26, 25:22, 31:33, 19:25, 15:13). «Локомотив-Изумруд» — «Губерния» — 3:0 (25:20, 25:19, 25:14). «Урал» — ТНК-BP — 3:1 (25:21, 25:18, 23:25, 25:17).

3 сентября. «Прикамье» — «Губерния» — 1:3 (12:25, 18:25, 27:25, 16:25). ТНК-BP — «Локомотив-Изумруд» — 0:3 (15:25, 20:25, 17:25). «Зенит» — «Урал» — 3:2 (25:23, 20:25, 17:25, 25:19, 15:13).

4 сентября. «Губерния» — ТНК-BP — 2:3 (25:12, 25:23, 23:25, 21:25, 14:16). «Локомотив-Изумруд» — «Зенит» — 2:3 (16:25, 25:16, 25:21, 18:25, 15:17). «Урал» — «Прикамье» — 3:0 (25:20, 25:23, 25:21).

5 сентября. ТНК-BP — «Зенит» — 1:3 (21:25, 16:25, 25:19, 20:25). «Локомотив-Изумруд» — «Прикамье» — 3:1 (25:21, 26:28, 25:22, 25:23).

6 сентября. «Зенит» — «Губерния» — 0:3 (26:28, 16:25, 19:25). «Прикамье» — ТНК-BP — 3:0 (25:20, 25:17, 25:21). «Урал» — «Локомотив-Изумруд» — 3:1 (28:26, 16:25, 25:18, 25:20).

7 сентября. «Губерния» — «Урал» — 1:3 (25:19, 29:31, 22:25, 23:25).
Екатеринбург

16 сентября. «Прикамье» — «Зенит» — 3:0 (25:15, 25:20, 25:23). «Губерния» — «Локомотив-Изумруд» — 1:3 (16:25, 25:27, 25:19, 23:25). ТНК-BP — «Урал» — 0:3 (22:25, 19:25, 23:25).

17 сентября. «Губерния» — «Прикамье» — 3:1 (25:22, 24:26, 25:23, 25:23). «Локомотив-Изумруд» — ТНК-BP — 3:1 (21:25, 25:18, 25:16, 25:17). «Урал» — «Зенит» — 3:0 (25:23, 25:20, 25:23).

18 сентября. ТНК-BP — «Губерния» — 0:3 (21:25, 20:25, 23:25). «Зенит» — «Локомотив-Изумруд» — 1:3 (23:25, 25:22, 22:25, 10:25). «Прикамье» — «Урал» — 3:1 (25:21, 25:22, 26:28, 26:24).

19 сентября. «Прикамье» — «Локомотив-Изумруд» — 3:1 (25:22, 25:17, 21:25, 25:19).

20 сентября. «Губерния» — «Зенит» — 3:0 (27:25, 25:16, 25:22). «Локомотив-Изумруд» — «Урал» — 3:2 (26:24, 25:13, 25:27, 26:28, 15:13). ТНК-BP — «Прикамье» — 0:3 (22:25, 20:25, 15:25).

21 сентября. «Урал» — «Губерния» — 1:3 (29:27, 22:25, 19:25, 27:29). «Зенит» — ТНК-BP — 3:0 (25:21, 25:22, 25:23).

### Зона Сибири
Победитель предыдущего розыгрыша Кубка России «Локомотив» убедительно начал новый турнир, несмотря на то, что выступал не в оптимальном составе, откомандировав в сборную России Александра Бутько и Дениса Бирюкова. Домашний тур команда Андрея Воронкова прошла без поражений и не оставила шансов на выход в полуфинальный этап двум представителям высшей лиги «А».
|                                    | 1        | 2        | 3        | 4        | 5        | 6        | И  | В | П | С/П   | О  |
| ---------------------------------- | -------- | -------- | -------- | -------- | -------- | -------- | -- | - | - | ----- | -- |
| 1. «Локомотив» (Новосибирск)       |          | 1:3, 3:0 | 3:0, 3:1 | 3:2, 3:1 | 3:1, 3:2 | 3:0, 3:0 | 10 | 9 | 1 | 28:10 | 25 |
| 2. «Кузбасс» (Кемерово)            | 3:1, 0:3 |          | 0:3, 3:1 | 3:0, 3:2 | 3:1, 0:3 | 3:1, 3:1 | 10 | 7 | 3 | 21:16 | 20 |
| 3. «Газпром-Югра» (Сургут)         | 0:3, 1:3 | 3:0, 1:3 |          | 1:3, 3:1 | 3:0, 0:3 | 3:2, 3:1 | 10 | 5 | 5 | 18:19 | 14 |
| 4. «Тюмень»                        | 2:3, 1:3 | 0:3, 2:3 | 3:1, 1:3 |          | 3:2, 3:2 | 3:1, 1:3 | 10 | 4 | 6 | 19:24 | 12 |
| 5. «Югра-Самотлор» (Нижневартовск) | 1:3, 2:3 | 1:3, 3:0 | 0:3, 3:0 | 2:3, 2:3 |          | 0:3, 3:1 | 10 | 3 | 7 | 17:22 | 12 |
| 6. «Енисей-Дорожник» (Красноярск)  | 0:3, 0:3 | 1:3, 1:3 | 2:3, 1:3 | 1:3, 3:1 | 3:0, 1:3 |          | 10 | 2 | 8 | 13:25 | 7  |

Сургут

2 сентября. «Локомотив» — «Енисей-Дорожник» — 3:0 (25:11, 25:18, 25:19). «Кузбасс» — «Югра-Самотлор» — 3:1 (20:25, 25:17, 25:19, 28:26). «Газпром-Югра» — «Тюмень» — 1:3 (25:23, 21:25, 22:25, 18:25).

3 сентября. «Енисей-Дорожник» — «Югра-Самотлор» — 3:0 (25:18, 25:23, 25:22). «Тюмень» — «Кузбасс» — 0:3 (24:26, 16:25, 17:25). «Локомотив» — «Газпром-Югра» — 3:0 (25:19, 26:24, 26:24).

4 сентября. «Югра-Самотлор» — «Тюмень» — 2:3 (22:25, 25:23, 14:25, 25:17, 12:15). «Кузбасс» — «Локомотив» — 3:1 (19:25, 25:21, 25:20, 29:27). «Газпром-Югра» — «Енисей-Дорожник» — 3:2 (26:24, 25:13, 13:25, 20:25, 16:14).

6 сентября. «Локомотив» — «Югра-Самотлор» — 3:1 (25:16, 22:25, 25:13, 25:23). «Енисей-Дорожник» — «Тюмень» — 1:3 (18:25, 25:20, 20:25, 23:25). «Газпром-Югра» — «Кузбасс» — 3:0 (25:21, 25:23, 25:19).

7 сентября. «Тюмень» — «Локомотив» — 2:3 (14:25, 25:21, 17:25, 25:21, 12:15). «Кузбасс» — «Енисей-Дорожник» — 3:1 (21:25, 25:17, 25:20, 25:23). «Югра-Самотлор» — «Газпром-Югра» — 0:3 (23:25, 21:25, 16:25).
Новосибирск

16 сентября. «Югра-Самотлор» — «Кузбасс» — 3:0 (25:23, 34:32, 26:24). «Тюмень» — «Газпром-Югра» — 1:3 (25:20, 23:25, 17:25, 32:34). «Енисей-Дорожник» — «Локомотив» — 0:3 (21:25, 22:25, 19:25).

17 сентября. «Кузбасс» — «Тюмень» — 3:2 (25:23, 20:25, 29:31, 25:22, 15:7). «Югра-Самотлор» — «Енисей-Дорожник» — 3:1 (25:13, 19:25, 25:13, 25:23). «Газпром-Югра» — «Локомотив» — 1:3 (12:25, 23:25, 25:22, 18:25).

18 сентября. «Тюмень» — «Югра-Самотлор» — 3:2 (25:21, 26:24, 20:25, 17:25, 15:13). «Енисей-Дорожник» — «Газпром-Югра» — 1:3 (23:25, 23:25, 25:20, 22:25). «Локомотив» — «Кузбасс» — 3:0 (25:12, 25:22, 25:21).

20 сентября. «Тюмень» — «Енисей-Дорожник» — 1:3 (25:18, 23:25, 23:25, 21:25). «Кузбасс» — «Газпром-Югра» — 3:1 (24:26, 25:22, 25:21, 25:21). «Югра-Самотлор» — «Локомотив» — 2:3 (18:25, 26:24, 25:19, 21:25, 12:15).

21 сентября. «Енисей-Дорожник» — «Кузбасс» — 1:3 (22:25, 17:25, 26:24, 25:27). «Газпром-Югра» — «Югра-Самотлор» — 0:3 (22:25, 22:25, 22:25). «Локомотив» — «Тюмень» — 3:1 (25:13, 25:16, 22:25, 25:12).

## Полуфинальный этап
Матчи полуфинального этапа прошли с 11 по 16 октября. В этой стадии не принимал участия хозяин финального турнира — казанский «Зенит». К оставшимся 13 претендентам на выход в «Финал восьми» добавились две зарубежные команды — минский «Строитель» и харьковский «Локомотив».
Участники полуфинального этапа, разделённые на три группы по 5 команд, провели однокруговые турниры. В «Финал восьми» вышли по две лучшие команды из каждой группы, при этом наиболее упорная борьба развернулась в Нижнем Новгороде, где судьба путёвки в финальную стадию Кубка определялась в очной встрече между местной «Губернией» и новоуренгойским «Факелом». Хозяева выиграли пятисетовый матч и заняли второе место в группе, но и «Факел» всё же стал участником «Финала восьми», получив 16 ноября wild card от организаторов турнира.

### Группа А
Нижний Новгород
|                                 | 1   | 2   | 3   | 4   | 5   | И | В | П | С/П  | О  |
| ------------------------------- | --- | --- | --- | --- | --- | - | - | - | ---- | -- |
| 1. «Динамо» (Москва)            |     | 3:1 | 3:1 | 3:0 | 3:1 | 4 | 4 | 0 | 12:3 | 12 |
| 2. «Губерния» (Нижний Новгород) | 1:3 |     | 3:2 | 3:1 | 3:1 | 4 | 3 | 1 | 10:7 | 8  |
| 3. «Факел» (Новый Уренгой)      | 1:3 | 2:3 |     | 3:2 | 3:0 | 4 | 2 | 2 | 9:8  | 6  |
| 4. «Ярославич» (Ярославль)      | 0:3 | 1:3 | 2:3 |     | 3:0 | 4 | 1 | 3 | 6:9  | 4  |
| 5. «Динамо-ЛО» (Сосновый Бор)   | 1:3 | 1:3 | 0:3 | 0:3 |     | 4 | 0 | 4 | 2:12 | 0  |

12 октября. «Факел» — «Динамо-ЛО» — 3:0 (25:22, 25:18, 25:17). «Ярославич» — «Губерния» — 1:3 (25:27, 26:28, 25:23, 23:25).

13 октября. «Динамо-ЛО» — «Ярославич» — 0:3 (22:25, 16:25, 15:25). «Динамо» М — «Факел» — 3:1 (25:15, 22:25, 25:19, 25:22).

14 октября. «Ярославич» — «Динамо» М — 0:3 (23:25, 14:25, 22:25). «Губерния» — «Динамо-ЛО» — 3:1 (25:23, 25:22, 24:26, 25:15).

15 октября. «Факел» — «Ярославич» — 3:2 (24:26, 25:18, 25:19, 22:25, 15:10). «Динамо» М — «Губерния» — 3:1 (25:18, 26:24, 18:25, 25:21).

16 октября. «Динамо-ЛО» — «Динамо» М — 1:3 (26:24, 21:25, 18:25, 17:25). «Губерния» — «Факел» — 3:2 (20:25, 25:21, 21:25, 25:22, 15:12).

### Группа Б
Сургут
|                                       | 1   | 2   | 3   | 4   | 5   | И | В | П | С/П  | О  |
| ------------------------------------- | --- | --- | --- | --- | --- | - | - | - | ---- | -- |
| 1. «Локомотив» (Новосибирск)          |     | 3:0 | 3:1 | 3:0 | 3:0 | 4 | 4 | 0 | 12:1 | 12 |
| 2. «Белогорье» (Белгород)             | 0:3 |     | 3:1 | 3:0 | 3:0 | 4 | 3 | 1 | 9:4  | 9  |
| 3. «Газпром-Югра» (Сургут)            | 1:3 | 1:3 |     | 3:1 | 2:3 | 4 | 1 | 3 | 7:10 | 4  |
| 4. «Локомотив-Изумруд» (Екатеринбург) | 0:3 | 0:3 | 1:3 |     | 3:1 | 4 | 1 | 3 | 4:10 | 3  |
| 5. «Строитель» (Минск)                | 0:3 | 0:3 | 3:2 | 1:3 |     | 4 | 1 | 3 | 4:11 | 2  |

11 октября. «Газпром-Югра» — «Локомотив-Изумруд» — 3:1 (14:25, 25:14, 25:18, 25:16). «Локомотив» — «Строитель» — 3:0 (25:22, 25:19, 25:19).

12 октября. «Белогорье» — «Локомотив» — 0:3 (19:25, 26:28, 23:25). «Строитель» — «Газпром-Югра» — 3:2 (23:25, 32:30, 14:25, 25:14, 17:15).

13 октября. «Локомотив-Изумруд» — «Строитель» — 3:1 (25:17, 25:21, 21:25, 25:22). «Газпром-Югра» — «Белогорье» — 1:3 (25:21, 21:25, 21:25, 17:25).

14 октября. «Белогорье» — «Локомотив-Изумруд» — 3:0 (25:22, 25:16, 25:19). «Локомотив» — «Газпром-Югра» — 3:1 (25:27, 25:22, 25:22, 25:13).

15 октября. «Локомотив-Изумруд» — «Локомотив» — 0:3 (13:25, 12:25, 29:31). «Строитель» — «Белогорье» — 0:3 (20:25, 22:25, 24:26).

### Группа В
Кемерово
|                          | 1   | 2   | 3   | 4   | 5   | И | В | П | С/П  | О  |
| ------------------------ | --- | --- | --- | --- | --- | - | - | - | ---- | -- |
| 1. «Искра» (Одинцово)    |     | 3:2 | 3:0 | 3:0 | 3:2 | 4 | 4 | 0 | 12:4 | 10 |
| 2. «Кузбасс» (Кемерово)  | 2:3 |     | 3:2 | 3:0 | 3:0 | 4 | 3 | 1 | 11:5 | 9  |
| 3. «Урал» (Уфа)          | 0:3 | 2:3 |     | 3:2 | 3:1 | 4 | 2 | 2 | 8:9  | 6  |
| 4. «Динамо» (Краснодар)  | 0:3 | 0:3 | 2:3 |     | 3:1 | 4 | 1 | 3 | 5:10 | 4  |
| 5. «Локомотив» (Харьков) | 2:3 | 0:3 | 1:3 | 1:3 |     | 4 | 0 | 4 | 4:12 | 1  |

12 октября. «Искра» — «Локомотив» — 3:2 (27:29, 25:16, 25:16, 22:25, 15:5). «Кузбасс» — «Урал» — 3:2 (25:21, 23:25, 20:25, 25:16, 15:11).

13 октября. «Динамо» — «Искра» — 0:3 (17:25, 23:25, 21:25). «Локомотив» — «Кузбасс» — 0:3 (20:25, 15:25, 20:25).

14 октября. «Урал» — «Локомотив» — 3:1 (26:28, 25:19, 25:21, 25:19). «Кузбасс» — «Динамо» — 3:0 (25:19, 25:21, 28:26).

15 октября. «Динамо» — «Урал» — 2:3 (25:21, 18:25, 17:25, 25:18, 9:15). «Искра» — «Кузбасс» — 3:2 (20:25, 20:25, 25:22, 25:18, 15:11).

16 октября. «Локомотив» — «Динамо» — 1:3 (19:25, 25:21, 15:25, 23:25). «Урал» — «Искра» — 0:3 (13:25, 23:25, 20:25).

## «Финал восьми»
Жеребьёвка «Финала восьми» состоялась 24 октября в Москве. Матчи прошли с 25 по 28 декабря в казанском Центре волейбола «Санкт-Петербург» по системе плей-офф.
С первых матчей четырёхдневного волейбольного праздника в Казани выявилось, что у этого розыгрыша Кубка России нет фаворита. «Кузбасс» в трёх сетах вчистую обыграл московское «Динамо», а во всех остальных матчах 1/4 финала командам для определения победителей пришлось сыграть по 5 партий — действующий обладатель Кубка России «Локомотив» сломил сопротивление «Факела», дебютант Суперлиги «Губерния» едва не обыграла «Искру», ведя на тай-брейке со счётом 11:8, а «Белогорью», в составе которого из-за травм отсутствовали Тарас Хтей и Дмитрий Мусэрский, благодаря великолепной игре не только молодого диагонального Максима Жигалова, но и «ветеранов» Вадима Хамутцких и Сергея Тетюхина, удалось выбить из розыгрыша чемпиона России и хозяина «Финала восьми» казанский «Зенит».
Однако победа над «Зенитом» отняла у подопечных Геннадия Шипулина столько сил и эмоций, что полуфинальный матч с новосибирским «Локомотивом» у них не получился. До этого в другом полуфинале, продолжавшемся более двух часов, «Кузбасс» вырвал победу у «Искры». Диагональный команды Юрия Панченко Павел Мороз, признанный в итоге лучшим нападающим «Финала восьми», набрал 31 очко, в том числе эйсом завершил пятую партию.
В матче за третье место игравшее молодёжным составом «Белогорье» было слабее «Искры», а в финале «Кузбасс» в матче с «Локомотивом» практически постоянно находился в положении догоняющего и при хорошей игре в защите, полностью проиграл новосибирской команде в игре на блоке. «Локомотив» под руководством Андрея Воронкова во второй раз подряд стал обладателем Кубка Константина Ревы и завоевал путёвку в Лигу чемпионов. Призом MVP был награждён диагональный новосибирской команды кубинец с русскими корнями Майкл Санчес.
|  | Четвертьфиналы | Четвертьфиналы |               |             | Полуфиналы        | Полуфиналы        |  |  | Финал      | Финал |
|  |                |                |               |             |                   |                   |  |  |            |       |
|  | 25 декабря     |                |               |             |                   |                   |  |  |            |       |
|  |                |                |               |             |                   |                   |  |  |            |       |
|  | «Динамо» М     | 0              |               |             |                   |                   |  |  |            |       |
|  | «Динамо» М     | 0              | 27 декабря    |             |                   |                   |  |  |            |       |
|  | «Кузбасс»      | 3              |               |             |                   |                   |  |  |            |       |
|  | «Кузбасс»      | 3              | «Кузбасс»     | 3           |                   |                   |  |  |            |       |
|  | 26 декабря     |                | «Кузбасс»     | 3           |                   |                   |  |  |            |       |
|  |                | «Искра»        | 2             |             |                   |                   |  |  |            |       |
|  | «Искра»        | «Искра»        | 2             | 3           |                   |                   |  |  |            |       |
|  | «Искра»        |                | 28 декабря    | 3           |                   |                   |  |  |            |       |
|  | «Губерния»     | 2              |               |             |                   |                   |  |  |            |       |
|  | «Губерния»     | 2              | «Кузбасс»     | 0           |                   |                   |  |  |            |       |
|  | 25 декабря     |                | «Кузбасс»     | 0           |                   |                   |  |  |            |       |
|  |                | «Локомотив» Н  | 3             |             |                   |                   |  |  |            |       |
|  | «Локомотив» Н  | «Локомотив» Н  | 3             | 3           |                   |                   |  |  |            |       |
|  | «Локомотив» Н  | 27 декабря     |               | 3           |                   |                   |  |  |            |       |
|  | «Факел»        | 2              |               |             |                   |                   |  |  |            |       |
|  | «Факел»        | 2              | «Локомотив» Н | 3           | Матч за 3-е место | Матч за 3-е место |  |  |            |       |
|  | 26 декабря     |                | «Локомотив» Н | 3           | Матч за 3-е место | Матч за 3-е место |  |  |            |       |
|  |                | «Белогорье»    | 0             |             |                   |                   |  |  |            |       |
|  | «Зенит»        | «Белогорье»    | 0             | 2           | «Искра»           | 3                 |  |  |            |       |
|  | «Зенит»        |                |               | 2           | «Искра»           | 3                 |  |  |            |       |
|  | «Белогорье»    | 3              |               | «Белогорье» | 0                 |                   |  |  |            |       |
|  | «Белогорье»    | 3              |               |             | 0                 |                   |  |  |            |       |
|  |                |                |               |             |                   |                   |  |  | 28 декабря |       |
|  |                |                |               |             |                   |                   |  |  |            |       |

### Четвертьфиналы
25 декабря
| «Динамо» М    | 0:3 (21:25, 14:25, 26:28)               | «Кузбасс» |
| «Локомотив» Н | 3:2 (25:17, 20:25, 22:25, 25:17, 15:11) | «Факел»   |

26 декабря
| «Искра» | 3:2 (20:25, 23:25, 25:17, 25:20, 15:13) | «Губерния»  |
| «Зенит» | 2:3 (19:25, 25:17, 22:25, 27:25, 12:15) | «Белогорье» |

### Полуфиналы
27 декабря
| «Кузбасс»     | 3:2 (25:23, 15:25, 26:24, 19:25, 16:14) | «Искра»     |
| «Локомотив» Н | 3:0 (25:14, 25:17, 25:21)               | «Белогорье» |

### Матч за 3-е место
28 декабря
| «Искра» | 3:0 (25:19, 27:25, 25:23) | «Белогорье» |

### Финал
| 28 декабря | \| «Кузбасс» \| 0:3 Отчёт \| «Локомотив» Н \| \| Михаил Щербаков (1) Павел Мороз (15) Бьёрн Андре (5) Самуэль Туиа (8) Константин Ушаков (2) Константин Порошин (4) Евгений Галатов (л) Вячеслав Махортов (1) Евгений Хрищук (0) Андрей Краснопёров (3) Алексей Бардок (1) Вячеслав Тарасов (1) \| Голы \| Андрей Ащев (4) Майкл Санчес (19) Денис Бирюков (4) Лукаш Дивиш (8) Александр Бутько (2) Артём Вольвич (6) Валентин Голубев (л) Филипп Воронков (0) Илья Жилин (5) Антон Дубровин (1) Андрей Зубков (2) \| | Казань Центр волейбола «Санкт-Петербург» Зрителей: 800 |
| Счёт по партиям — 20:25, 22:25, 20:25. Время матча — 1 час 15 минут (25+26+24). Очки — 62:75 (атака — 32:32, блок — 4:14, подача — 5:5, ошибки соперника — 21:24)                                                                              | | |
| СМИ: Кубок прописался в Сибири. «Чемпионат.com» (29 декабря 2011). Дата обращения: 29 декабря 2011. Архивировано 16 мая 2012 года. | | |
| «Кузбасс» | 0:3 Отчёт | «Локомотив» Н |
| Михаил Щербаков (1) Павел Мороз (15) Бьёрн Андре (5) Самуэль Туиа (8) Константин Ушаков (2) Константин Порошин (4) Евгений Галатов (л) Вячеслав Махортов (1) Евгений Хрищук (0) Андрей Краснопёров (3) Алексей Бардок (1) Вячеслав Тарасов (1) | Голы | Андрей Ащев (4) Майкл Санчес (19) Денис Бирюков (4) Лукаш Дивиш (8) Александр Бутько (2) Артём Вольвич (6) Валентин Голубев (л) Филипп Воронков (0) Илья Жилин (5) Антон Дубровин (1) Андрей Зубков (2) |

### Индивидуальные призы
- MVP — Майкл Санчес («Локомотив» Н)
- Лучший в атаке — Павел Мороз («Кузбасс»)
- Лучший на блоке — Артём Вольвич («Локомотив» Н)
- Лучший на подаче — Самуэль Туиа («Кузбасс»)
- Лучший связующий — Константин Ушаков («Кузбасс»)
- Лучший либеро — Алексей Вербов («Искра»)